# Historia serialu Doktor Who
Doktor Who – brytyjski serial science-fiction, produkowany i emitowany przez British Broadcasting Corporation na kanale BBC 1 w latach 1963–1989 w swojej oryginalnej formie, a później, od 2005 – w nowej serii. Pomiędzy dwoma seriami ukazał się w 1996 roku film telewizyjny, będący rezultatem współpracy w produkcji dwóch wytwórni filmowych: Universal Pictures i 20th Century Fox.

## Lata 60

### Pierwszy Doktor

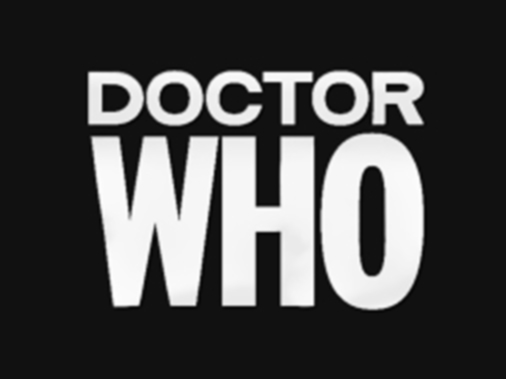
Logo serialu z lat 1963–1967

Kiedy aktorzy Hugh David i Geoffrey Bayldon zostali odrzuceni jako niepasujący do tworzącego się wizerunku Doktora, Verity Lambert i pierwszy dyrektor serialu Waris Hussein skierowali się z prośbą o zagranie go do 55-letniego aktora Williama Hartnella. Hartnell miał doświadczenie głównie w graniu dowódców armii i innych twardych charakterów, ale Lambert była pod wrażeniem jego wrażliwej roli w obrazie This Sporting Life, który zainspirował ją do zaoferowania mu tej roli.
Towarzyszyć Doktorowi Hartnella w podróżach w czasie miała towarzyszyć jedynie jego wnuczka Susan Foreman (Carole Ann Ford). Seria rozpoczyna się od ich spotkania z dwoma szkolnymi nauczycielami Susan: Barbarą Wright (Jacqueline Hill) i Ianem Chestertonem (William Russell) z XX-wiecznej Anglii. Taka akcja była podstawą serii przez cały pierwszy sezon, ale wkrótce ten regularny szablon zaczął się zmieniać, z czasem jak kolejni towarzysze Doktora opuszczali go i wracali do domu lub mieli inne powody do rozstania, i zastępowali ich nowi.
Doktorowi Who podobnie jak Star Trekowi dano dwie szanse producentom na stworzenie pierwszego odcinka. Premierowy odcinek „An Unearthly Child” wymagał wielu poprawek, ponieważ było wiele problemów technicznych i różnych błędów. Pomiędzy pierwszym i drugim nagraniem zmieniono kostiumy, efekty specjalne i scenariusz (który był początkowo nastawiony raczej na podkreślanie dziwactw Doktora i robienie niepokojących dziwnych rzeczy przez Susan takich jak rozchlapywanie tuszu po ścianach pokoju). Poprawioną wersję „An Unearthly Child”, pierwszego odcinka pierwszego sezonu wyemitowano o 17:15 w dniu 23 listopada 1963 roku. Odcinek jednak nie zyskał dużego powodzenia, ze względu na zamach na prezydenta USA, Johna F. Kennedy’ego.
Niepowodzenie nie trwało jednak długo, ponieważ następne odcinki, a także następna historia, The Daleks podziałała na wyobraźnię widzów i zaczęła zakorzeniać się na stałe w ich świadomości. Największy sukces zyskał przerażający wizerunek Daleków, który na dobre wpisał się w historię Doktora Who. Dalekowie zostali wymyśleni przez scenarzystę Terry’ego Nationa i projektanta Raymonda Cusicka. Bezpośredni przełożony Lambert, Donald Wilson, mocno odradzał wykorzystanie scenariusza Nationa tłumacząc, że nie licząc skryptu, nie są jeszcze w ogóle gotowi do nagrania. Kiedy jednak okazało się, że projekt był wspaniałym pomysłem, Wilson przyznał Lambert, że nie będzie się więcej wtrącał w jej decyzje, ponieważ ona zna ten program lepiej niż on.
Początkowo Doktor Hartnella był władczy, niewspółczujący, a czasem wydawał się być nawet bezwzględny. Wkrótce jednak złagodniał, z czasem jak zaczął zbliżać się do swoich przyjaciół, co było widoczne zwłaszcza w ciągu czwartego odcinka, Marco Polo. W ten sposób szybko stał się ikoną popkultury, szczególnie wśród dzieci oglądających serial. Był on naprawdę ogromnym sukcesem, a oglądalność odcinków, w których grał główną rolę, wynosiła nawet 13 milionów widzów, natomiast Dalekowie powracali później w wielu późniejszych historiach.
Whitaker opuścił program na początku drugiego sezonu (chociaż kontynuował pisanie aż do 1970) i na krótko został zastąpiony przez Dennisa Spoonera, którego pod koniec sezonu zastąpił z kolei Donald Tosh. Pinfield również rozstał się z serialem w podobnym czasie, i mimo że mogło to zaszkodzić serialowi, nie został on zastąpiony.
W czasie trzeciego sezonu w 1965 zaczęły pojawiać się pierwsze problemy. Lambert również odeszła, a zastąpił ją producent John Wiles, który niestety nie miał dobrych relacji z Hartnellem. Główny aktor zaczynał też wtedy odczuwać rosnące problemy z pamiętaniem swojej kwestii i bardzo męczył się na scenie z powodu amnezji, martwiąc się, że wkrótce umrze. Wiles i Tosh wpadli wtedy na pomysł historii The Celestial Toymaker, gdzie Doktor z powodu wypadku stał się niewidzialny przez pewien czas, a kiedy znów się pojawi, będzie można podstawić za niego nowego aktora. Wiles miał też nadzieję na wprowadzenie innych odważnych zmian, takich jak ta, że następnym towarzyszem Doktora miałaby być osoba o charakterystycznym akcencie z gwary londyńskiej (która została jednak odrzucona, ponieważ wszystkie postacie muszą mówić w ogólnie zrozumiałym „BBC English”), ale szybko potem rezygnował, a razem z nim również Tosh.
W 1966 zaczęło stawać się dla wszystkich oczywiste, że zdrowie Hartnella oddziałuje na jego pracę i że nie będzie on w stanie grać Doktora przez cały zaplanowany okres trwania serii. Z tego powodu tego problemu Gerald Savory (wówczas od niedawna kierownik działu ds. seriali) ustąpił ze stanowiska, a jego następca, Shaun Sutton, bardziej sprzyjał zmianom, wybierając na miejsce Wilesa Innesa Lloyda, by zajął się zmianami, na które Wiles się nie zgadzał. Lloyd przedyskutował sytuację z Hartnellem i aktor zgodził się, że najlepiej będzie odejść, chociaż później twierdził, że wcale nie chciał rezygnować z serialu.

### Drugi Doktor

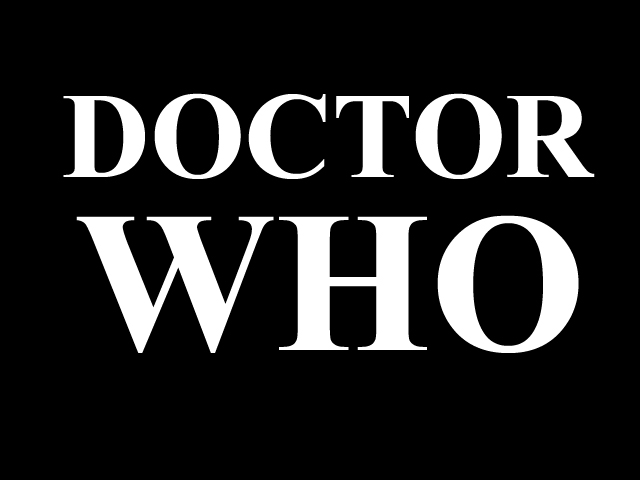
Logo serialu w latach 1967–1969

Lloyd i redaktor Gerry Davis wpadli wreszcie na intrygujący pomysł wypisania pierwszego Doktora – zdecydowali, że skoro jest on kosmitą, będzie miał siłę, by przemienić swoje ciało, kiedy się ono „zużyje” albo poważnie okaleczy. Proces ten miał się nazywać renewal (pl. „odnowa”), ale później w mitologii serii stał się znany jako „regeneracja”. Kiedy Wiles zamierzał już szukać aktora, który będzie umiał naśladować charakter Hartnella, Lloyd i Davis zadecydowali jeszcze, że Doktor przemienia się nie tylko zewnętrznie, ale i wewnętrznie. W ten sposób wybór padł na Patricka Troughtona, który po raz pierwszy wystąpił w listopadzie 1966 roku, po przemianie Doktora Hartnella na końcu historii The Tenth Planet. Ta historia wykreowała też nowe czarne charaktery w świadomości widzów – Cybermenów, których podobnie jak Daleków Doktor nie raz jeszcze później będzie spotykał.
Troughton grał w inny, lżejszy sposób niż Hartnell. Jego Doktor miał zabawny sposób bycia, a mimo to jak zawsze odczuwający silną nienawiść do wszelkiego zła i ochotę do niesienia pomocy. Czasami jednak pokazywał też drugą, ciemną stronę swojej natury manipulując swoimi towarzyszami i ludźmi wokoło dla własnej korzyści (co widać w The Tomb of the Cybermen i The Evil of the Daleks).
Gerry Davis opuścił program pod koniec czwartego sezonu i został zastąpiony przez Petera Bryanta. Kilka miesięcy później, Lloyd także odszedł, a Bryant został wybrany na nowego producenta. Przełożonym Bryanta i redaktorem został Derrick Sherwin (chociaż wcześniej to Victor Pemberton uzupełniał pracę Bryanta dotyczącą historii The Tomb of the Cybermen).
Troughton pozostał w serialu przez trzy sezony i ostatecznie opuścił serial w 1969, podając, że jest zmęczony nawałem pracy w regularnej serii. Przez ten czas oglądalność Doctora Who znacznie spadła, ale nowy redaktor Terrance Dicks zaprzeczył pogłoskom, że odbywają się jakieś rozmowy nad zakończeniem serialu na szóstym sezonie w 1969 (pomimo że jego słów nie potwierdzili Bryant, Sherwin i dyrektor David Maloney, a dokumentacja sugerowała, że byłoby to możliwe w razie problemów z serią pod koniec siódmego sezonu po roku 1970). Budżet serii był ostatnio bardzo naciągnięty z powodu kosztów zespołów, kostiumów i podróży, gdyż Doktor odwiedzał wciąż nowe miejsca, więc Bryant i Sherwin (od niedawna działający jako wspólnik producenta, mimo że BBC nie była zadowolona z takiej sytuacji) wymyślili pomysł na redukcję kosztów programu przez przeniesienie wszystkich przygód Doktora na Ziemię. Działałby on jako Naukowy Doradca organizacji nazywanej w skrócie UNIT, czyli Wywiad Oddziałów specjalnych Narodów Zjednoczonych (United Nations Intelligence Taskforce), dbający o obronę Ziemi przed inwazją obcych.
To posunięcie zostało wypróbowane w szóstym sezonie, w historii The Invasion, a sezon zakończył się przez pojmanie Doktora przez jego własną rasę, Władców Czasu i skazany na zesłanie na Ziemię oraz ponowną przemianę jako karę za wtrącanie się w sprawy innych ras. W ten sposób Doktor Who kończy szósty sezon, a przy okazji też erę filmu czarno-białego. Od tego czasu wszystkie programy BBC1 kręcono już w kolorze.

## Lata 70

### Trzeci Doktor
Pierwszym wyborem Sherwina co do następcy Troughtona był aktor Ron Moody, gwiazda musicalu Oliver!, ale kiedy odrzucił on propozycję, kolejnym kandydatem z krótkiej listy Sherwina był komik, Jon Pertwee, który zgodził się przyjąć tę rolę. Sherwin miał nadzieję, że Pertwee ożywi postać Doktora dzięki swoim umiejętnościom komediowym, ale Jon postanowił, że tym razem będzie starał się grać zarówno komicznie, jak i dramatycznie. Pomimo że były zauważalne delikatne wzruszenia, które były widoczne przez cały okres gry Pertwee, to jednak grał on zasadniczo bardzo „prosto” i nie zawsze tak, jak Sherwin by sobie życzył. Doktor Pertwee bardziej błyszczał w akcji niż jego poprzednicy, a producenci pozwalali aktorowi na zaspokojenie jego miłości do jazdy rozmaitymi pojazdami, między innymi motocyklami, lotniami, tzw. Whomobilami oraz pojazdem Doktora o nazwie Bessie.
Sherwin nadzorował tylko pierwszą historię siódmego sezonu. Spearhead from Space było pierwszym kolorowym odcinkiem Doktora Who i przewidując rozwój techniki, jedynie przykład początku serii robionych wyłącznie na taśmie filmowej (pomimo że będą też sytuacje, gdzie odcinki były nagrywane wyłącznie na Outside Broadcast Video po ich wprowadzeniu kilka lat później). Po tym odcinku Sherwin zajął się pracą nad zupełnie inną serią Paul Temple i wycofał się ze współpracy z producentem Doktora. Zastąpił go Barry Letts.
Siódmy sezon o 25 odcinkach, był krótszy niż wcześniejsze sezony Doktora Who. Nowa idea tworzenia sezonów o liczbie odcinków ok. 20-28 odcinków była używana do połowy lat 80. Jednak pomimo że pomysł trzymania Doktora na Ziemi wystarczająco udowodnił popularność programu, która uratowała go przed usunięciem z ekranu, to ani Letts ani redaktor Terrance Dicks nie byli szczególnie usatysfakcjonowani z tej idei i począwszy od ósmego sezonu szukali powodu dla którego Doktor mógłby wrócić do podróży w czasie i przestrzeni. Ostatecznie zwrócenie wolności Doktorowi w swoich podróżach miało miejsce dzięki Władcom Czasu z okazji dziesiątej rocznicy powstania serialu w 1973 roku, w odcinku The Three Doctors. W tym odcinku gościnnie występują poprzedni odtwórcy roli Doktora: Patrick Troughton i William Hartnell (jednak ze względu na słaby stan zdrowia ograniczono jego rolę).
Dodatkową ich innowacją co do rozwoju ósmego sezonu było wprowadzenie do akcji postaci Mistrza jako nowego ‘nemesis’ dla Doktora, co podsunęły twórcom opowieści o Sherlocku Holmesie, dla którego wzorem był zawsze niejaki profesor Moriarty. Grany przez Rogera Delgado stał się bardzo popularną postacią. Mimo to przez kolejne dwa sezony z tą postacią, było widać, że pomysł trochę się wyczerpał. Delgado i zespół produkcyjny ostatecznie uzgodnili, że trzeba go będzie wyłączyć z akcji podczas jedenastego sezonu poprzez zabicie postaci.
Niestety, jeszcze przed napisaniem tej historii Delgado zostaje śmiertelnie potrącony w wypadku samochodowym w Turcji. Jego śmierć wywarła głęboki wpływ na Pertwee. Aktor wraz z aktorką Katy Manning (która przez trzy sezony grała towarzyszkę trzeciego Doktora, Jo Grant), a także z Lettsem i Dicksem, zdecydowali, że „serialowa rodzina” została rozbita, i zdecydowali opuścić Doktora Who na końcu jedenastego sezonu, w 1974.

### Czwarty Doktor
Pomimo że Letts i Dicks mieli w planie rozstanie się z serią na końcu tego samego sezonu, co Pertwee, pracowali przy castingu do najnowszej roli Doktora, jednocześnie podczas przygotowań do przekazania swoich stanowisk następcom, producentowi Philip Hinchcliffe i redaktorowi Robert Holmes, który już długo był scenarzystą programu.
Letts zamierzał wybrać na czwartego Doktora starszego aktora, by powrócić do wizerunku Hartnella z lat 60., ale po długich poszukiwaniach ostatecznie wybrał Toma Bakera, którego zaproponował mu powracający kierownik Działu ds. Seriali, Bill Slater. Baker miał tylko 40 lat, więc był niemal 15 lat młodszy od Hartnella, ale mimo tego, że nie był w typie Lettsa, stał się później najlepiej zapamiętany właśnie w tej roli. Grał w serialu przez siedem lat, dłużej niż którykolwiek z jego poprzedników i następców, a podczas jego „kadencji” serial Doktor Who wreszcie rozkwitł i zaczął cieszyć się nieprzerwanym pasmem sukcesów i wysoką oglądalnością. Doktor Bakera miał bardziej ekscentryczną osobowość, czasem uczuciowy i troskliwy, ale czasem też sprawiający wrażenie obcego i tajemniczo dalekiego. Ta dwoistość była zamierzonym ruchem Bakera, usiłował on przypomnieć widzom, że Doktor nie jest człowiekiem i dlatego ma „nieludzką” postawę.
Pod kontrolą Hinchcliffe’a i Holmesa, którzy przejęli od początku dwunasty sezon, Doktor Who stał się dużo mroczniejszym serialem, głównie z powodu wpływu, jaki wywarła nagła popularność i liczne sukcesy horrorów zwłaszcza produkcji Hammer Films. Podczas gdy fani wielokrotnie chwalili ten okres jako jeden z najbardziej udanych, BBC otrzymywała wiele zażaleń od widzów. Wśród nich była Mary Whitehouse, przewodnicząca Narodowego Związku Widzów i Słuchaczy, która uważała, że program przestał nadawać się dla dzieci, bo mógłby spowodować u nich uraz. Kiedy BBC publicznie obroniła Doktora, Hinchcliffe po trzech sezonach w 1977 wycofał się i zajął produkcją serii thrillera policyjnego Target, a jego następca, Graham Williams, zadecydował o powrocie do dawnego lekkiego tonu historii.
Po 15. sezonie pod dowództwem Williamsa, Holmes również opuścił program, a na jego miejsce przyszedł Anthony Read. Williams polecił zająć się w mniejszym stopniu przemocą, a w większym – wątkiem humorystycznym, tak by serial pasował do upodobań Bakera. Aktor zaczął wówczas bardzo cenić swoją rolę i często kłócił się z producentami o zawartość kwestii. Był on niezmiernie zadowolony, kiedy figlarność serialu wzrosła nawet bardziej po odejściu Reada i kiedy zatrudniono Douglasa Adamsa jako redaktora dla 17. sezonu w 1979 roku. Niektórzy fani byli krytyczni wobec Adamsa i jego wprowadzenia zbyt dużej ilości humorystycznej treści, podobnej do tej jaką serwował w swojej książce Autostopem przez galaktykę. Inni jednak uważają, że wiele ze scenariuszy Adamsa wyróżniło tę serię spośród innych, w tym m.in. City of Death.
Sezon 17. pokazał serial o wyższej niż kiedykolwiek oglądalności, szacowanej na 16-19 milionów widzów. Rekordową historią okazał się być City of Death, pióra Williamsa i Adamsa. Były przy tym jednak również problemy: dyrektor Alan Bromly porzucił produkcję pod koniec historii Nightmare of Eden z powodu złości na szczegóły techniczne produkcji i sprzeczki z Bakerem, pozostawiając Williamsowi cały nadzór nad ukończeniem historii. Jednocześnie gwałtowny spodek wartości produkcji w przemyśle telewizyjnym przycisnął serię, której budżet mocno zredukowano w porównaniu z okresem, który należał do Hinchcliffe’a. Historia, którą zaplanowano na finał sezonu, własny pomysł Adamsa, Shada, został zaniechany w połowie drogi, chociaż podjęto już wiele działań co do nagrania. Ostatecznie sezon zakończył się po tylko 20 odcinkach, w styczniu 1980. Williams i Adams rozstali się z programem jednocześnie na zakończenie sezonu: Williams – ponieważ po trzech sezonach miał już dość ciągłych oskarżeń rzucanych na program, a Adams znów zajął się Autostopem..., który teraz przynosił mu coraz więcej sukcesów.
Williams popierał decyzję kierownika Działu ds. Serii & Seriali, Graeme’a MacDonalda, żeby oddać stanowisko producenta managerowi zespołu produkcyjnego, Johnowi Nathanowi-Turnerowi. Mimo że MacDonald zgadzał się z zasadą mianowania kogoś sprawdzonego, kto pracuje nad serialem, najpierw zaoferował pracę poprzednikowi Nathana-Turnera, George’owi Gallaccio, który po opuszczeniu Doktora Who w 1977 szybko nabrał doświadczenia jako producent serialu The Omega Factor w szkockim BBC. Niespodziewanie jednak Gallaccio odrzucił propozycję, więc MacDonald dał ją Nathan-Turnerowi, który zgodził się przyjąć ofertę.

## Lata 80

### Era Nathan-Turnera
Kiedy Nathan-Turner został nowym producentem nie spodziewał się, że MacDonald będzie mógł dać mu poparcie, jakie było osiągalne dla poprzednich producentów. Później Barry Letts (pracujący teraz jako starszy producent w Wydziale Dramatu BBC) wyznaczył go do wznowienia serii jako producenta wykonawczego i nadzorował Nathana-Turnera w początkach pracy nad nowym sezonem. Letts był przez to, prawdę mówiąc przez pewien czas ofiarą nieoficjalnych pouczeń i komentarzy Grahama Williamsa.
Nathan-Turner i jego nowy redaktor, Christopher H. Bidmead, szukał sposobu na powrót bardziej poważnego tonu serii nie rezygnując jednak z humoru, jaki przeważał podczas kadencji Williamsa oraz zmianę wyglądu postaci. Nowy producent chciał również przenieść serial „do lat 80.”, nadając nowe tytuły kolejnym odcinkom, oddając wszystkie pojawiające się motywy dźwiękowe do produkcji BBC Radiophonic Workshop dla efektu muzyki elektrycznej, a Peterowi Howellowi z Workshop nakazując popracować nad zmianą rozmieszczenia słynnych już tematów muzycznych serii. Ambitne zmiany uraziły niestety samego Bakera i grającą z nim Lallę Ward, z którymi Nathan-Turner nie omówił swoich pomysłów.
Zmiany te nadeszły wraz z 18. sezonem, jesienią 1980, kiedy oglądalność Doktora Who dramatycznie spadła do około pięciu milionów, głównie z powodu konkurencji, jaką stała się dla BBC stacja ITV i ich importowany ze Stanów Zjednoczonych serial Buck Rogers in the 25th Century. Dodatkowym ciosem był fakt, że Tom Baker zdecydował, iż po siedmiu sezonach chciałby rozstać się z rolą Doktora. Jego odejście było przez pewien czas popularnym tematem w prasie i ciężkim przeżyciem dla wielu widzów. Wielokrotnie komentowano też jego zuchwałe sugestie, że jego następca powinien być kobietą, którym świadomy rozgłosu Nathan-Turner zbyt szybko nie zaprzeczył.

### Piąty Doktor
Producent początkowo chciał, by Bakera zastąpił Richard Griffiths, ale kiedy okazał się on nieosiągalny, wybrał Petera Davisona, z którym pracował wcześniej przy popularnej serii All Creatures Great and Small. Zgodnie z pragnieniem Nathana-Turnera, Davison bardzo różnił się od jego czterech poprzedników, w tym do masowo uwielbianego czwartego Doktora (głównie ze względu na wiek), tak więc publika nie tworzyła niekorzystnych porównań między nimi. Doktor Davisona był zdecydowanie najbardziej „ludzki” ze wszystkich, i jedyny, u którego wrażliwość była najwyraźniejszą cechą. Piąty Doktor, robił wrażenie młodego arystokraty, w przeciwieństwie do Bakera grającego bardziej lekkoducha.
Davison pierwszy raz wystąpił pod koniec 18. sezonu, Logopolis, chociaż było to tylko rok przed jego pierwszym pełnym sezonem rozpoczętym w 1982. Tymczasem zarządca BBC1, Alan Hart zadecydował przesunięciu programu z jesieni na następną wiosnę. Powodem było to, że po 18 latach emisji serialu w sobotni wieczór, postanowił on zamienić to na dwa odcinki w tygodniu w dzień powszedni. Zaowocowało to zmniejszeniem się o połowę liczby tygodni, które zawsze zajmowała seria z 26 na 13 i właśnie przesunięciem debiutu Davisona z jesieni na wiosnę. Poza tym grał w komedii sytuacyjnej BBC Sink or Swim i był nieosiągalny do nagrywania niezbędnych odcinków, przez co producenci nie mogliby zdążyć na jesień.
Podczas produkcji 19. sezonu Bidmead odszedł i został tymczasowo zastąpiony przez Antony’ego Roota, a później już na stałe przez Erica Sawarda, który pozostał przy stanowisku redaktora przez kilka następnych lat. Razem z Nathanem-Turnerem obserwowali wzrost zaufania do programu w nadchodzącym sezonie, dzięki powrocie różnych postaci i znanych już wrogów Doktora, co osiągnęło szczyt w 1983 podczas emisji 90-minutowego odcinka specjalnego The Five Doctors, z okazji 20. rocznicy serialu.
Davison opuścił serial już po trzech sezonach w 1984. Dłuższe pozostanie w serialu odradził mu dawniej Patrick Troughton, który sam zresztą postąpił według tej zasady przy roli drugiego Doktora. Dodatkowo Davison nie chciał zostać dłużej z powodu rozczarowania słabą jakością scenariuszy z 20. sezonu. Mimo iż czuł on poprawę w 21. sezonie, to jednak jego opuszczenie programu było zaplanowane, a Nathan-Turner wybrał już na jego miejsce Colina Bakera.

### Szósty Doktor
Colin Baker został szóstym Doktorem w marcu 1984 po finałowej historii Davisona, The Caves of Androzani. Jego pierwszy pełny sezon z 1985 był przyniósł umiarkowany sukces pomimo kilku zmian. Alan Hart podjął decyzję o podwojeniu długości odcinków Doktora Who – 22. sezon składał się już z 13 45-minutowych odcinków, a nie z 26 25-minutowych jak w poprzednich latach. Ta seria powróciła też do tradycji sobotnich wieczorów, podczas których utrzymywała się rozsądna oglądalność 7-8 milionów widzów dla większości odcinków i dzielnie przeciwstawiała się stałej konkurencji, jaką była inna amerykańska produkcja na ITV, Drużyna A. Portret szóstego Doktora, podobnie jak inne również spotkał się z krytyką. Jeszcze bardziej wybuchowa i onieśmielająca osobowość Doktora, której używał też jako siły do walki przeciwko wrogom, wywoływała wiele kontrowersji.
Ta seria wywołała też nową falę krytyki wobec przerażających treści niektórych odcinków. Nie była ona tak duża jak ta, która pojawiała się za czasów producenta Philipa Hinchcliffe’a, jednak wiele z tych pochodziła z wewnątrz samej BBC. Michael Grade przejął kontrolę jako zarządca BBC1 w 1984 i niestety, nie był fanem serii. Przyznał później w wywiadzie nawet, że wręcz „nienawidzi” tego programu i najchętniej usunąłby go na dobre. Nie wiadomo jednak, w jakim stopniu jego decyzje były kierowane przez osobiste poglądy. W tym czasie BBC męczył znaczny spadek finansów, czego przyczyną był kosztowne i ryzykowne inwestycje, takie jak EastEnders i oszczędności były potrzebne w BBC.
Kiedy w sytuacji, gdy dla wszystkich jasne było, co dzieje się z budżetem BBC ogłoszono, że produkcja Doctora Who zostaje wycofana, wiadomość była zgodnie interpretowana, że program został usunięty pod przymusem. Protest prasy i widzów był większy niż Grade i Komitet Rządu BBC się spodziewali, a tematowi poświęcono całą pierwszą stronę w popularnym dzienniku The Sun. W marcu 1985 został nawet wyprodukowany singel Doctor in Distress („Doktor w rozpaczy”). Napisał go Ian Levine i Fiachra Trench, a wykonała grupa, w której skład wchodzili Nicola Bryant, Nicholas Courtney i sam Colin Baker, pod nazwą „Who Cares”.
Wreszcie Doktor Who wrócił na antenę – sezon 23 ukazał się jesienią 1986 roku. Produkcje nowego sezon była skomplikowana z różnych powodów. Chociaż długość odcinków została skrócona z powrotem do 25 minut, ich liczba prawie się nie zmieniła i wynosiła jedynie 14, czyli tylko połowę długości większości z poprzednich sezonów. Seria stale konkurowała z Drużyną A i z powodu ośmiomiesięcznej nieobecności, trudno jej było odzyskać widzów, którzy zdążyli zainteresować się ITV. Saward i Nathan-Turner postanowili przesunąć cały sezon zatytułowany The Trial of a Time Lord, ale oglądalność nadal wahała się tylko od 4 do 5 milionów.
Wciąż pojawiały się kolejne problemy. Robert Holmes, który wrócił do pisania scenariusza serii w 1984, zmarł zanim zdążył napisać finałowy epizod. W dodatku Saward i Nathan-Turner pokłócili się, kiedy Saward zrezygnował z programu. Mimo wszystko, Grade zgodził się na kontynuację serii, ale przesunął ją z sobotniej nocy z powrotem na środek tygodnia i ograniczył emisję do jednego odcinka na tydzień. Zarządził też, że najnowszy Doktor nie ma nawiązywać do wizerunku Doktora Colina Bakera. Dlatego też odsunął Bakera od roli.

### Siódmy Doktor
Nathan-Turner myślał nad tym, by pod koniec serii też się wycofać, jednak nie było żadnego kandydata na nowego producenta, który przejąłby serię i polecono mu zostać. Nie spodziewając się, że przypadnie mu w udziale produkcja następnego, 24. sezonu odszedł na pewien czas w trakcie przygotowań do niego, zatrudniając niedoświadczonego Andrew Cartmela jako redaktora (zgodnie z radą przyjaciela, który prowadził Zespół Scenarzystów Dramatu BBC i w którym Cartmel też brał udział) oraz wybierając mało znanego szkockiego aktora Sylvestra McCoya na nowego siódmego Doktora. Był on aktorem komediowym i w swoim pierwszym sezonie nadał swojej postaci sporą ilość humoru w typie klauna, ale wpływ Cartmela szybko to zmienił. Siódmy Doktor stał się postacią mroczniejszą niż wszystkie jego wcześniejsze wcielenia, manipulował ludźmi jak zawodowy szachista i zawsze wydawał się rozgrywać poważniejszą grę niż kiedykolwiek.
Nowy sezon przeniesiony przez Grade’a na 19:35 w poniedziałek równolegle do niesamowicie popularnej opery mydlanej ITV, Coronation Street. Później stał się on najchętniej oglądanym programem w telewizji brytyjskiej, na czym bardzo ucierpiała oglądalność Doktora Who, chociaż często była najwyższa ze wszystkich programów BBC emitowanych w tej porze (poza tym przy pomiarze oglądalności nie brało się pod uwagę ewentualnego nagrywania na wideo). Za słabą fani Doktora uważali także jakość tego sezonu, pomimo że przez kolejne dwa sezony krytycyzm równoważył się przez wiele pozytywnych komentarzy widzów, którzy czuli, że młody zespół scenarzystów z Cartmelem na czele prowadzi program w dobrą stronę.
Nathan-Turner próbował raz jeszcze opuścić serial pod koniec produkcji na 25. sezon w 1988 roku, ale do ponownego pozostania przekonał go inny producent BBC – Paula Stone’a, który nakręcił The Box of Delights – i postanowił na razie nie rezygnować ze swojego stanowiska. On i Cartmel pozostali w zespole produkcyjnym przez cały 26. sezon z 1989. Pomimo że sezon ten był również nie raz chwalony, oglądalność była wręcz katastrofalna, utrzymująca się stale około 3 milionów i rosnąca do jedynie 4,5 miliona przy odcinkach finałowych. Pod koniec roku Cartmelem zainteresował się popularny serial medyczny BBC, Na sygnale szukający redaktora. Także Nathan-Turner na koniec opuścił program, chociaż nie wyznaczył nikogo na swoje miejsce zamykając w ten sposób produkcję.
Pomimo że Michael Grade opuścił BBC w 1987 zajmując inne stanowisko w Channel 4 jako nowy Szef Wykonawczy, Doktor Who pozostał w porze konkurencyjnej dla Coronation Street, przez co nadal nie radził sobie w ogólnych rankingach. Jonathan Powell, nowy zarządca BBC1, który traktował Nathan-Turnera z pogardą, postanowił zawiesić serię, co wydawało się oczywiste dla zespołu produkcyjnego pod koniec produkcji 26. sezonu w sierpniu 1989 roku, czyli dokładnie zgodnie z oryginalnymi planami.
Finałowy odcinek, który należał do epizodu Ghost Light, nie był ostatnim, jaki wyemitowano. Był to Survival, ostatni odcinek ze wszystkich transmitowanych 6 grudnia 1989, który zamykał 26-letnią serię. Była to decyzja Johna Nathana-Turnera, który uznał, że stosowniejszym podsumowaniem powinien być odcinek, który będzie czymś w rodzaju ostatniej raty pewnej dłuższej części programu i swoistym podsumowaniem całości. Tak Andrew Cartmel napisał krótki, melancholijny monolog dla Sylvestera McCoya, który McCoy nagrał 23 listopada 1989 roku – zbiegiem okoliczności była to 26. rocznica Doktora Who. Jest on tłem do sceny, kiedy Doktor i jego towarzyszka Ace idą ulicą idą gdzieś daleko, wydawałoby się w stronę przyszłych przygód. W ten sposób biuro produkcyjne Doktora Who BBC zakończyło produkcję serialu pierwszy raz od 1963, w sierpniu 1990.

## Lata 90

### Sezon 27
W czasie, gdy produkcja serii została zawieszona, niespodziewanie podjęto pracę nad sezonem 27. McCoy i grająca towarzyszkę Doktora Sophie Aldred (Ace) oświadczyli, że chcieliby jednak opuścić ten sezon. W jednej nowych historii, Ice Time Ace wstąpi więc do akademii Władców Czasu na Gallifrey, a jej miejsce przy Doktorze zajmie nowa towarzyszka o imieniu Kate. Redaktor Andrew Cartmel zaczął już pracę nad czterema luźno połączonymi historiami, które miały stanowić cały sezon: Earth Aid z Benem Aaronovitchem („opera kosmiczna” opisująca owadopodobnych obcych), Ice Time z Markiem Plattem (powrót Lodowych Wojowników i ich atak na Londyn lat 60.), Crime of the Century z samym Cartmelem (współczesna historia o testach na zwierzętach) i Alixion z Robinem Mukherjee (w której Doktor został zwabiony na samotną asteroidę do walki na śmierć i życie). Przed wprowadzeniem do akcji Kate, Ice Time opisuje jej ojca, kryminalisty o nazwisku Sam Tollinger, którego postać miała jeszcze powrócić. Alixion pokazał Doktora zmierzającego do szaleństwa po pojedynku z psychicznym wrogiem, i o umyśle tak wyniszczonym, że było to powodem jego następnej regeneracji pod koniec sezonu. Od kiedy jednak program odsunięty na niewiadome miejsce, żadna z tych historii nie została w pełni rozwinięta.

### Po likwidacji serialu
Po serii zdjętej w 1989, zaczęły się pojawiać liczne projekty nawiązujące do Doktora Who pod licencją BBC. Doctor Who Magazine kontynuował jego długą serię publikując początkowo dalsze fantastyczne przygody siódmego Doktora i Ace, a potem także innych towarzyszy i przyszłych wcieleń Doktora. Wydawnictwo Virgin Publishing od 1991 do 1997 wydawało serię książek pt. The New Adventures of Doctor Who. Serie te dopisywały następne przygody i odkrycia siódmego Doktora, rozwijając przy okazji temat i pomysły, które producenci wykorzystali w następnych latach w seriach telewizyjnych. Wielu z pisarzy, którzy pracowali wówczas dla Virgin Publishing było scenarzystami ze wcześniejszych lat serii lub w późniejszych latach zajęli się tworzeniem nowej serii, jak np. Russell T. Davies, Paul Cornell, Mark Gatiss oraz Gareth Roberts. The New Adventures of Doctor Who wprowadzało nowych towarzyszy, w tym Bernice Summerfield, oraz w pewnym punkcie serii rozpatrywała regenerację Doktora. Sukces The New Adventures of Doctor Who zachęcił Virgin Publishing do publikacji kolejnej serii książek pt. The Missing Adventures. Opowiadały one o wcześniejszych Doktorach i jego towarzyszach oraz zawierały kilka krótkich historyjek antologicznych.
W filmie telewizyjnym (patrz niżej), który był następnym pomysłem, siódmy Doktor zostaje zastąpiony przez ósmego, podobnie jak w książkach, opowiadaniach i komiksach. BBC wycofało prawo do takich publikacji w 1997 i samo wydało dwie serie, Eighth Doctor Adventures i Past Doctor Adventures w tym też historyjki antologiczne aż do roku 2005. Wydawnictwo Big Finish Productions przystosowała niektóre opowiadania The New Adventures of Doctor Who jako audiobooki, ponieważ udało się im zdobyć licencję BBC do produkcji nagrań audio na temat Doktorów i jego towarzyszy, a w następnej kolejności – także innych postaci i potworów z serii telewizyjnych i spin-offów. Tak jak większość publikowali oni też antologiczne. Big Finish przyciągnął do swojej produkcji wielu przyszłych scenarzystów, włącznie z Robem Shearmanem, a także dał przyszłemu Doktorowi, Davidowi Tennantowi jego pierwszą rolę w historii Doktora Who.
Pomimo faktu odwołania serialu (w produkcji More Than 30 Years in the TARDIS Sophie Aldred wypowiedziała się, że producenci powiedzieli jej, że produkcja została anulowana) to oficjalnie BBC podtrzymywało, że serial jest jedynie „w przerwie” i czekała na moment, w którym będzie mogła ją wznowić. W 1993 roku John Nathan-Turner zgodził się na charytatywne wyprodukowanie jednej historii na 30-lecie istnienia serialu pt. Dimensions in Time, będąca crossoverem z serialem EastEnders. Historia ta była alternatywą dla wcześniejszej nieudanego projektu o nazwie The Dark Dimensions.

### Ósmy Doktor
Chociaż domowa produkcja została przerwana, BBC miało nadzieję na znalezienie niezależnego producenta, który zajmie się jej kontynuacją i wreszcie poprosiła o to Philipa Segala, który pracował dla zespołu telewizyjnego z Columbia Pictures w Stanów Zjednoczonych. Jego negocjacje z różnymi wytwórniami ciągnęły się przez kilka lat, od wytwórni Columbia do Amblin Entertainment. Finalnie udało mu się przekonać Universal Studios.
Do współpracy z Universal Studios, Segalowi udało się przekonać Fox Network, którego przedstawicielem był wicedyrektor z produkcji filmów telewizyjnych, Trevor Walton, Anglik, który był już spoufalony z Doktorem. Pomimo że Walton nie miał możliwości do ożywienia serii, był w stanie stworzyć film telewizyjny, który byłby jakby „odcinkiem pilotowym” dla możliwej przyszłej serii. Film jaki miał powstać zatytułowano po prostu Doctor Who. Dla wyróżnienia go z serii telewizyjnej, Segal zaproponował później alternatywny tytuł Enemy Within. Opinie na ten temat różniły się między fanami, ale w sumie najpowszechniejszą ‘nazwą’ filmu było po prostu television movie albo krótko the TVM.
Początkowo plan zakładał stworzenie zupełnie nowej amerykańskiej wersji Doktora Who, tak samo jak Sanford and Son było remake niezwiązanym ze Steptoe and Son, a All in the Family – z Till Death Us Do Part. Kiedy jednak w 1995 do produkcji wszedł nowy scenarzysta Matthew Jacobs – poproszony o to przez Waltona, który czuł, że prostsza historia jest bardziej potrzebna niż zawiła akcja, którą tworzył scenarzysta John Leekley i którą popierał Segal. To właśnie Jacobs przekonał Segala, że ten film powinien być prostą kontynuacją serii BBC, czymś niezależnym od amerykańskiej produkcji, która usiłowała przedtem kupić prawa do brytyjskiego programu.
Segal zgodził się i Sylvester McCoy pojawił się na chwilę na początku filmu, przed „regeneracją” w ósmego Doktora granego przez Paula McGanna. McGann był pierwszym pomysłem Segala na główną rolę, chociaż początkowo ani sam aktor ani Fox Network nie byli zapaleni do tego pomysłu. Później Segal twierdził, że producent wykonawcza BBC zajmująca się tym projektem, Jo Wright, chciała, żeby tę rolę dostał poprzedni Doktor, grany przez Toma Bakera, ponieważ to on był pamiętany przez angielską publikę jako „ostatni prawdziwy Doktor”, a McCoy nie był nawet w połowie tak popularny, ale zmieniła zdanie, kiedy Segal wyjaśnił jaki ma to wpływ na ciągłość programu. Segal walczył też o zachowanie tradycyjnego tematu muzycznego Doctora Who: kompozytor John Debney chciał napisać nową kawałek, ale Segal przekonał go, by zajął się stworzeniem nowej aranżacji dla kompozycji Rona Grainera, chociaż nie było obowiązku używania tej muzyki na ekranie. Inną rzeczą, która łączyła film z serią BBC było korzystanie z logo używanego między 1970 a 1973 z czasów kadencji Jona Pertweego. Później to właśnie logo stało się oficjalnym koncesjonowanym logo aż do zastąpienia go w 2004.
Film transmitowany był na kanale Fox Network 14 maja 1996 oraz na kanale BBC1 27 maja 1996. Chociaż faktycznie zadebiutował 12 maja na CityTV w Toronto, gdzie był strzałem w dziesiątkę. W USA film zebrał tylko 5,5 miliona widzów, pomimo że był daleko idącym sukcesem, natomiast w Wielkiej Brytanii zebrał ponad 9 milionów widzów i był jednym z programów o najwyższej oglądalności w tygodniu.
Doktor McGanna był kombinacją dziecinnego wesołka zdumionego wszechświatem z ukazującą się niekiedy starą duszą w młodym ciele. Został bardzo dobrze przyjęty przez fanów, zwłaszcza że reakcje na sam film były różne. Jednakże na przekór sukcesowi i popularności filmu w Wielkiej Brytanii, rozczarowująca oglądalność w Stanach zniechęciła Fox do dalszego inwestowania w serię. Universal nie mógł produkować serii tylko dla BBC, bez emisji w Stanach Zjednoczonych. BBC doszła wtedy do wniosku, że istotnie taniej będzie stworzyć nową serię samemu niż płacić za produkcję nieopłacalnemu partnerowi. W ten sposób pojawiły się plany na nową serię, jednak prawdopodobnie nie wcześniej, niż gdy dekada dobiegnie końca.

### Nowa seria BBC
Po filmie z 1996, Universal zachowała niektóre prawa do produkcji nowej historii Doktora Who, ale między innymi z powodu nieopłacalności przedsięwzięcia przestali z nich korzystać, aż czas ich umowy z BBC się skończył i pełne prawa produkcyjne wróciły w 1997 roku do BBC.
Niewiele działo się w BBC w związku z Doktorem Who aż do następnego roku, kiedy producent Mal Young przybył w tej sprawie do stacji jako dyrektor ds. kontynuacji serii. Young bardzo chciał, by program się odrodził, podobnie jak aktualny Zarządca BBC1, Peter Salmon. Tony Wood, producent z wydziału Younga, który wcześniej pracował w Granada Television, dowiedział się o entuzjazmie panującym wokół programu swojego dawnego kolegi, Russella T. Daviesa i polecił go Youngowi jako kogoś, kto będzie potrafił stworzyć dobry scenariusz dla ewentualnej nowej wersji. Davies pisał niedawno dla popularnych seriali Granady The Grand i Touching Evil dla stacji ITV, a we wcześniejszej dekadzie pracował dla BBC, pisząc dobrze przyjmowane historie dla dziecięcych seriali science-fiction pt. Dark Season i Century Falls.
W 1999 media ostrożnie mówiły o historii, przyszłych sukcesach i krytyce otaczającej serial Daviesa Queer as Folk na Channel 4. Pomimo że różne źródła wskazywały, że nowej serii nadano tymczasowy tytuł Doctor Who 2000, w rzeczywistości bardzo mało pracy zostało zrobione, ponieważ Peter Salmon został powiadomiony przez BBC Worldwide, że nowa seria zostanie zaniechana, bo jej próbne plany przeznaczono do nowszej filmowej wersji serii. W ten sposób plany telewizyjnego powrotu odstawiono na pewien czas i wydawało się, że nie będą gotowe prawdopodobnie nawet w 2000, kiedy Salmon został zastąpiony decyzją Zarządcy BBC1.

## Lata 2000–2009

### Przed wznowieniem
Następczyni Salmona, Lorraine Heggessey, udowodniła, że jest równie zainteresowana przedsięwzięciem stworzenia nowego Doktora Who. Często mówiła w prasie, że chciała „ściągnąć” ten pomysł, jednak istniały jednak pewne „trudności prawne” (najprawdopodobniej chodziło o długie negocjacje z BBC), które ją powstrzymywały. Równie pozytywne zdanie na ten temat miała dyrektor ds. Seriali, Jane Tranter. Heggessey otrzymała kilka propozycji nowych serii, odkąd przejęła kontrolę nad BBC One, między innymi od producenta Dana Freedmana, który wyprodukował pełno obsadową, oficjalną wersję audio historii Doktor Who pod tytułem Death Comes to Time, dla strony internetowej BBC w 2001. Jeszcze inna nadeszła od aktora i scenarzysty, Marka Gatissa, który w 2002 wyrysował i przedyskutował propozycję we współpracy ze scenarzystą Garethem Robertsem i redaktorem Doctor Who Magazine.
W międzyczasie interaktywne ramię medialne stacji BBC (BBCi), które zdobywało liczne sukcesy w związku z ich Doktorem Who (począwszy od wspomnianego wyżej Death Comes to Time, przechodząc przez Real Time, kończąc na remake’u niedokończonej historii pt. Shada) zdecydowało się na bardziej ambitny projekt z okazji zbliżającej się 40. rocznicy programu. W lipcu 2003 BBCi ogłosiła produkcję Scream of the Shalka, pełnometrażowego filmu animowanego o przygodach Doktora z głosem Richarda E. Granta w roli głównej i Dereka Jacoba w roli Mistrza. Jako że nie były to konkretne plany produkcji nowej serii, BBCi ogłosiła Shalkę „oficjalną” kontynuacją programu, a Granta – „oficjalnym” następnym, dziewiątym Doktorem. Jednakże następne wydarzenia zaczęły zmieniać wizję BBCi.

### Dziewiąty Doktor
We wrześniu 2003 Heggessey kierowała negocjacjami z BBC Worldwide, aby poczekali kilka lat i nie zajmowali się produkcją filmu, gdyż telewizyjny oddział BBC powinien pozwolić nagrywanie nowej serii. Tranter i Heggessey postanowiły zwrócić się jeszcze raz do Russella T Daviesa, który często rozmawiał z BBC. Najczęstszym tematem rozmów były inne projekty, jednak Davies naciskał na wznowienie nowej serii Doktora Who. Ostatecznie BBC się zgodziło i 26 września 2003 zostało oficjalnie ogłoszone, że Doktor Who wróci na antenę BBC One. Ogłoszono wówczas konkretnie, że produkcją zajmie się BBC Wales w 2004, a seria pojawi się na ekranie w 2005.
Russell T Davies został głównym scenarzystą i producentem wykonawczym nowej serii serialu. Zdecydował on o nowej numeracji sezonów, a scenarzystami odcinków wówczas planowanej serii 1 zostali Mark Gatiss, Steven Moffat, Paul Cornell i Rob Shearman. Producentem stał się Phil Collinson, drugim producentem wykonawczym – Mal Young (chociaż opuścił on BBC w połowie produkcji pod koniec 2004), a dyrektorką ds. Seriali BBC Wales – Julie Gardner. Nową aranżację melodii tematu muzycznego ze wstępu skomponował Murray Gold.
Nowa seria składała się z trzynastu 45-minutowych odcinków, gdzie pierwszy zatytułowano Rose od imienia nowej przyjaciółki Doktora, Rose Tyler. W odróżnieniu od poprzednich sezonów, w których często jeden odcinek był częścią dużo dłuższej historii, nowa seria miała głównie pojedyncze odcinki lub dwuczęściowe historie. Nagrywanie pierwszego bloku produkcyjnego, w skład którego wchodziły odcinki Rose, Kosmici z Londynu i Trzecia wojna światowa rozpoczęło się 18 lipca 2004 w Cardiff
Wraz z potwierdzeniem nowej serii, gdy jednocześnie Shalka została pokazana w listopadzie 2003, dalsze przygody dziewiątego Doktora Granta stanęły pod znakiem zapytania. W lutym 2004, plany ciągu dalszego Shalki z niejasnych powodów odsunięte na bok, pomimo że wersja Granta tej postaci, powrócił później w krótkiej historii zatytułowanej The Feast of the Stone opublikowanej na stronie BBC.
Po licznych spekulacjach w prasie co do możliwych kandydatów BBC ogłosiła, że dziewiątym Doktorem zostanie Christopher Eccleston, a towarzyszyć mu będzie dawna piosenkarka muzyki pop, Billie Piper jako Rose. Już oddanie serii w ręce scenarzysty rozmiarów Daviesa zostało odebrane z ogromnymi emocjami, a jeszcze pojawienie się równie mocnego aktora, jakim był Eccleston, jako doktora, otoczyło nową serię stale rosnącym zainteresowaniem. W kwietniu 2004 w miesięczniku Doctor Who Magazine Davies ogłosił, że Doktor Ecclestona będzie pełnoprawnym dziewiątym Doktorem, ostatecznie degradując Doktora Granta do statusu nieoficjalnego.
W kwietniu 2004, Michael Grade (były zarządca BBC One, a później Szef Wykonawczy Channel 4) wrócił do BBC, tym razem jako przewodniczący Komitetu Gubernatorów, był jednak ogólnie biorąc obojętny w stosunku do nowego Doktora Who. Niespodziewanie jednak w czerwcu 2005 napisał e-maila do dyrektora generalnego BBC, Marka Thompsona, po sukcesie najnowszej serii, chcąc wyrazić uznanie dla jej popularności. On sam stwierdził: „Nigdy nie śniłem, że mógłbym kiedykolwiek coś takiego napisać. Najwyraźniej zmiękłem!”
Nie każdy jednak był zadowolony z nowej produkcji. Niektórzy fani krytykowali odmienione logo i zmiany w modelu TARDIS-ie. Według niektórych nowszych źródeł członkowie zespołu produkcyjnego dostawali nawet złośliwe e-maile i groźby śmierci. Logo i inne nowości były komentowane mailowo na stronie BBC, a później weszły w życie w marcu 2005, wraz z nalotem medialnym z okazji emisji odcinka Rose 26 marca. Zainteresowanie i niecierpliwość widzów była tak wielka, że w internecie zaczęły pojawiać się przecieki z fragmentami premierowego odcinka, które zamieścili pracownicy towarzystwa trzeciej partii zrzeszonej z Canadian Broadcasting Corporation, których również przyciągnęła duża uwaga mediów i dyskusje między fanami. Ogólny przegląd zachowania brytyjskich mediów był jednak pozytywny.
Wreszcie Rose został wyemitowany zgodnie z planem 26 marca o 19:00 w BBC One, pierwszy cykliczny odcinek Doctora Who od prawie 15 lat. Jako uzupełnienie do serii, BBC Wales wyprodukowała również Doctor Who Confidential, 13-odcinkową serię dokumentalną, które transmitowała w BBC Three bezpośrednio po skończeniu pierwszego tygodnia emisji w BBC One. Rose uzyskał bardzo dużą oglądalność, wynoszącą 9,9 miliona widzów, a chwilami podskakujący nawet do 10,5 miliona. Podsumowanie oglądalności tego jednego odcinka, uwzględniające nagrania wideo oglądane tydzień po emisji, wskazywało na 10,81 miliona. Ten sukces wznowienia serialu pokazał nowej dyrektorce ds. Seriali BBC, Jane Tranter, że Doktor Who będzie mógł pojawić się także na święta jako wersja specjalna w grudniu 2005 oraz jako pełna druga seria w 2006.
Dziewiąty Doktor, mimo tego, że był ubrany w zimną czerń, miał bardzo pogodną osobowość i charakterystyczny rozbrajający uśmiech, który często był jego reakcją na najbardziej beznadziejne sytuacje. Był jednak dość zamknięty w sobie i czasem zachowywał się jak egoista. Nowa seria w przeciwieństwie do poprzednich była bardziej wszechstronna, nie skupiała się tylko na charakterze komediowym lub horroru, ale zgrabnie łączyła te wszystkie elementy ze science fiction.
Seria została dobrze przyjęta zarówno przez krytyków, jak i publiczność. W 2005 roku Eccleston dostał nagrodę TV Choice/TV Quick Award dla Najlepszego Aktora Telewizyjnego, a Doktor Who był nominowany do miana Najlepszej Serii. Jednocześnie wszyscy: Eccleston i Piper, a także sam serial zostali zwycięzcami w swoich kategoriach w konkursie Krajowych Nagród Telewizyjnych UK, co ogłoszono 25 października 2005 roku. Pomimo że nie wygrali w prestiżowym konkursie Nagród Telewizyjnych Akademii Brytyjskiej (BAFTA), byli najczęściej nagradzanymi osobami jeśli chodzi o nagrody telewizyjne, gdy głosowali członkowie publiczności. Później seria wygrała jeszcze dwie nagrody BAFTA w maju, w tym w kategorii Najlepsza Seria.
Odpowiednio do początkowego braku zainteresowania serialem w Stanach Zjednoczonych, Doktor Who zadebiutował tam dopiero 17 marca 2006 na Sci Fi Channel, rok po transmisji w Kanadzie i Wielkiej Brytanii. Do wielu państw dotarł jednak jeszcze później, na przykład widzowie w Polsce zobaczyli pierwszą serię Doctora Who półtora roku po tamtejszej premierze, 1 października 2006 na kanale TVP1.
Nowa seria przyczyniła się do wielu debat w społeczności fanów Doktora Who nad tym czy powinien on być uważany za kontynuację oryginalnej serii, czy może już za zupełnie nowy program. Pomimo tego że nowa seria wyraźnie ciągnie dawną historię (z Ecclestonem identyfikowanym w świadomości widzów jako dziewiąty Doktor i elementami występującymi w poprzednich sezonach jak np. UNIT czy postać Sary Jane Smith, która pojawia się w rocznicy swojego pierwszego występu) samo BBC oficjalnie traktuje ją jak nowy program, zwłaszcza nazywając sezon z 2005 „serią 1”. Prowadzi to do sprzeczek między tymi fanami, którzy stosują się do numeracji BBC, i tymi którzy uważają serię z roku 2005 za sezon 27.
Wraz z pojawieniem się nowej serii, BBC Books zreorganizowała swoją oryginalną książkową serię Doktor Who, posyłając odchodząc od opowiadań z ósmym Doktorem i jego poprzednikami (ostatni taki tom pojawił się spóźniony w 2005) i również rozpoczynając nową serię powieści opisujących przygody dziewiątego Doktora i w późniejszym czasie jego następników.

### Dziesiąty Doktor
Kilka godzin po zapowiedzi drugiej serii, dzienniki The Sun i Daily Express ogłosiły szczególny nius, że Eccleston zrezygnował z serii. Eccleston widocznie oświadczył przez BBC, że chciałby opuścić rolę na Boże Narodzenie obawiając się przypisania go na stałe do tej jednej roli.
Reakcje fanów na tę wiadomość sięgały od rozczarowania przez irytację po całkowitą złość. Liczba niezadowolonych komentarzy na popularnym wśród fanów forum internetowym Outpost Gallifrey była tak duża, że jego właściciel, Shaun Lyon, musiał je zamknąć na dwa dni, żeby emocje opadły.
Pojawiały się spekulacje na temat, jak długo zespół produkcyjny był świadomy decyzji Ecclestona. W końcu okazało się, że odejście w tym czasie było planowane i scenarzyści się do niego wręcz dostosowali, ale nie można było zrozumieć, dlaczego informacja wyszła na jaw dopiero po zakończeniu pierwszej serii. BBC przyznało, że faktycznie producenci znali plany aktora i je ukrywali, jednak obawiali się, że w innym przypadku publika mogłaby zmienić nastawienie do serialu. Wiadomość o rezygnacji Ecclestona wyszła na jaw podczas konferencji prasowej.
16 kwietnia 2005 BBC potwierdziła, że dziesiątym Doktorem zostaje David Tennant. Regeneracja z Ecclestona w Tennanta miała miejsce w odcinku Rozstaje dróg, który był finałem sezonu. Tennant i Piper wystartowali następnie w 7-minutowym mini-odcinku dla Children in Need, ale pierwszym odcinkiem Tennanta w roli Doktora był odcinek świąteczny pt. Świąteczna Inwazja emitowany na 25 grudnia 2005 roku. W Polsce Świąteczną Inwazję wyemitowano zaraz po 1 serii, czyli już 6 stycznia 2007. Billie Piper pozostała w roli towarzyszki, Rose Tyler do końca następnej serii, po czym w serii 3 zastąpiła ją Freema Agyeman w roli Marthy Jones.
Seria 2 wystartowała w Wielkiej Brytanii i Stanach Zjednoczonych w 2006, a rok później w Polsce i w Kanadzie. 3 seria ukazała się w Wielkiej Brytanii w 2007, a w grudniu tego samego roku wyemitowano świąteczny odcinek specjalny Rejs potępieńców, w którym gościnnie wystąpiła popularna piosenkarka, Kylie Minogue jako kelnerka o imieniu Astrid. W serii 4, która w rodzimym kraju ukazała się w 2008 roku Doktorowi towarzyszy przez całą serię powracająca towarzyszka, Donna Noble grana przez Catherine Tate, która wcześniej wystąpiła w odcinku świątecznym z 2006 roku pt. Uciekająca panna młoda. W tej serii powraca również wielu innych postaci w tym m.in. Martha Jones (przez 5 odcinków) czy Rose Tyler (przez 5 odcinków).
BBC zapowiedziało, że następna, piąta seria nie ukaże się tak jak powinna, w 2009, ale zostanie przesunięta o rok z powodu różnych niesprzyjających okoliczności. Podobnie świąteczny odcinek specjalny zapowiadający tę serię ukaże się dopiero w grudniu 2009. Później ogłoszono, że kiedy Doctor Who wróci w 2010, głównej roli nie będzie już grał David Tennant. Rolę nowego, jedenastego Doktora przyznano wówczas 26-letniemu aktorowi, Mattowi Smithowi.

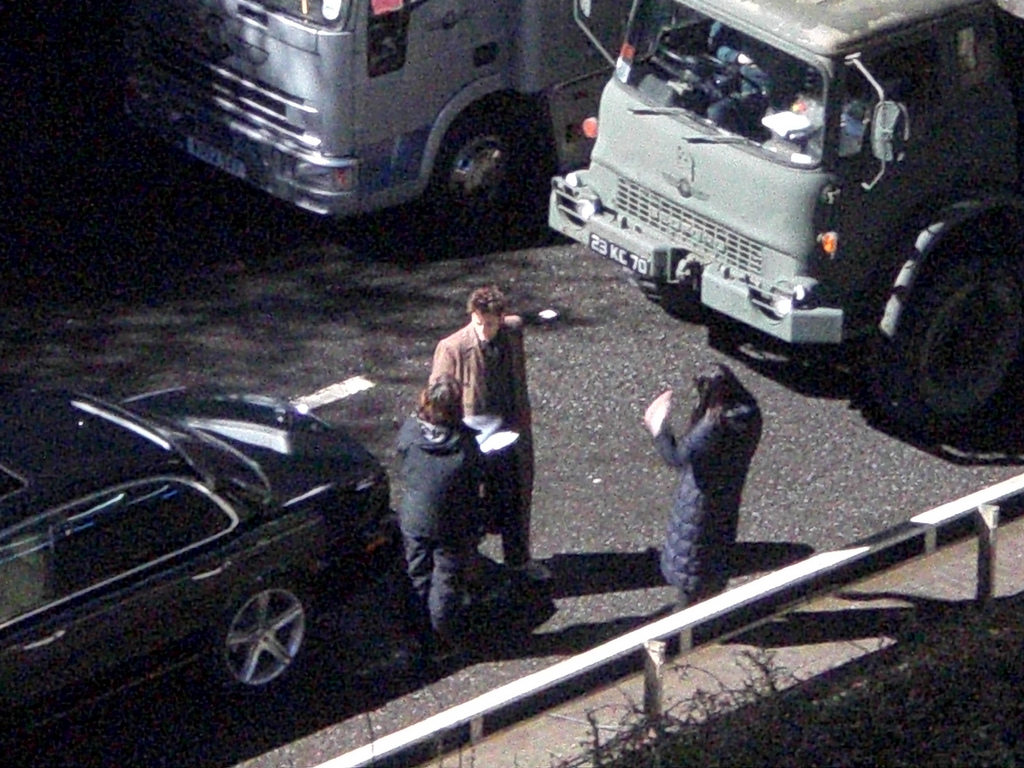
David Tennant i Michelle Ryan podczas kręcenia scen do odcinka Planeta umarłych

W międzyczasie jednak zostały wyemitowane cztery odcinki specjalne: Drugi Doktor (25 grudnia 2008), Planeta umarłych (11 kwietnia 2009), Wody Marsa (15 listopada 2009) i wreszcie dwuczęściowy Do końca wszechświata (25 grudnia 2009 i 1 stycznia 2010).
Wznowienie Doktora Who było prowadzone przez BBC w stylu Star Treka, czyli oprócz głównego serialu pojawiały się liczne spin-offy i inne spokrewnione programy. Pierwszą taką „pozasceniczną” serią było Doktor Who: Ściśle tajne, który rozpoczął się wraz z serią 2005 na kanale BBC Three, a potem towarzyszył jeszcze drugiej serii z 2006. Każdy odcinek skupiał się na elementach, które zawierał poprzedni odcinek Doktora Who. W 2006 swoją premierę miały dwa spin-offy. Pierwszą z nich był serial Torchwood, który był przeznaczony głównie dla widowni dorosłej. Opowiadał on o postaci kapitana Jacka Harknessa (granego przez Johna Barrowmana) i fikcyjnej organizacji o nazwie Torchwood. Oba wątki pokazane w Torchwood pojawiły się wcześniej w Doktorze Who. Drugim spin-offem był serial Przygody Sary Jane, skierowany do młodszej widowni. Skupiał się on na postaci Sary Jane Smith (granej przez Elisabeth Sladen), która wraz ze swoimi przyjaciółmi rozwiązuje różne zagadki. Postać Sary Jane również wcześniej pojawiła się w Doktorze Who. W tym samym roku stworzono program skierowany do dzieci pt. Totally Doctor Who, który podobnie jak Doctor Who Confidential miał charakter pozasceniczny. W latach 2009–2010 produkowany był również serial K-9, który opowiadał o dawnym towarzyszu Doktora – K9. Nie był on jednak produkowany przez BBC. Dodatkowo, w 2007 roku Tennant i Agyeman podkładali głos w animowanym odcinku pt. Poszukiwanie nieskończoności, który został wyprodukowany jako część programu Totally Doctor Who.

## Lata 2010–2019

### Jedenasty Doktor
20 maja 2008 ogłoszono, że producent wykonawczy Russell T Davies zamierza zrezygnować ze swojej dotychczasowej funkcji w 2009 roku, a osobą która go zastąpi na tym stanowisku będzie jeden z dotychczasowych scenarzystów serialu – Steven Moffat. Z kolei Julie Gardner została zastąpiona przez Piersa Wengera. Murray Gold pozostał na stanowisku kompozytora muzyki do serialu. 29 października 2008 roku, na rozdaniu nagród telewizyjnych, David Tennant ogłosił, że zamierza odejść z serialu po czterech odcinkach specjalnych, robiąc miejsce dla kolejnej inkarnacji Doktora. Następcą Tennanta został wówczas 26-letni aktor, Matt Smith, co zostało ogłoszone 3 stycznia 2009 roku na kanale BBC One, w specjalnym odcinku serialu dokumentalnego Doktor Who: Ściśle tajne.
Produkcja pierwszego sezonu jedenastego Doktora rozpoczęła się w lipcu 2009 roku. Producentem wykonawczym, oprócz Moffata i Wengera, została Beth Willis, a stanowisko producenta na czas tej serii objęli Tracie Simpson oraz Peter Bennett.
Pomimo iż jest to piąta seria od wznowienia serialu w 2005 roku, oraz trzydziesta pierwsza licząc od powstania serialu w 1963 roku, w dużej części zupełnie nowa obsada produkcyjna zdecydowała się na zresetowanie kodów produkcyjnych. Nastąpiły również zmiany w innych elementach serii. Do najważniejszych należą – zmiana logo serialu (pokazanego po raz pierwszy 6 października 2009), nowa aranżacja czołówki oraz nowy wygląd TARDIS i śrubokrętu sonicznego. Oprócz nowego Doktora, seria piąta przedstawia Karen Gillan w roli nowej towarzyszki Doktora – Amy Pond, oraz Arthura Darvilla, w roli jej narzeczonego – Rory’ego Williamsa, który występuje w sześciu odcinkach sezonu i przez pewien czas podróżuje z Doktorem i Amy, a od 6 serii regularnie podróżuje z Doktorem jako towarzysz.

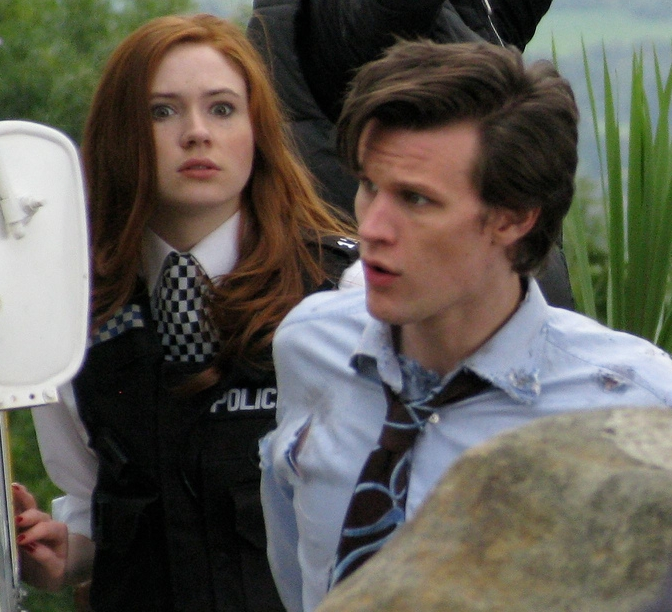
Matt Smith i Karen Gillan podczas kręcenia scen do odcinka Jedenasta godzina

Piąta seria składała się z 13 odcinków i została wyemitowana jednym ciągiem, od 3 kwietnia 2010 (odcinek Jedenasta godzina) do 26 czerwca 2010 roku (odcinek Wielki Wybuch). Kolejna przygoda Doktora została pokazana w odcinku świątecznym pt. Opowieść wigilijna. Dodatkowo, w tym ciągu produkcyjnym powstały dwa mini-odcinki na potrzeby Comic Relief pt. Space oraz Time, wyemitowane 18 marca 2011 roku.
Sezon szósty został podzielony na dwie części. Pierwsze siedem odcinków zostało wyemitowanych od kwietnia do czerwca 2011 roku (od Niemożliwy astronauta do Dobry człowiek idzie na wojnę), a pozostałe sześć odcinków wyemitowano od sierpnia do października 2011 roku (od Zabijmy Hitlera do Ślub River Song).
Serial w tym sezonie w dalszym ciągu był prowadzony przez naczelnego scenarzystę i producenta wykonawczego Stevena Moffata, we współpracy z Piersem Wengerem oraz Beth Willis. Producentami sezonu byli Sanne Wohlenberg, Marcus Wilson oraz Denise Paul. Do niektórych odcinków zostały wyprodukowane prequele, które w zamyśle miały promować konkretne odcinki sezonu.

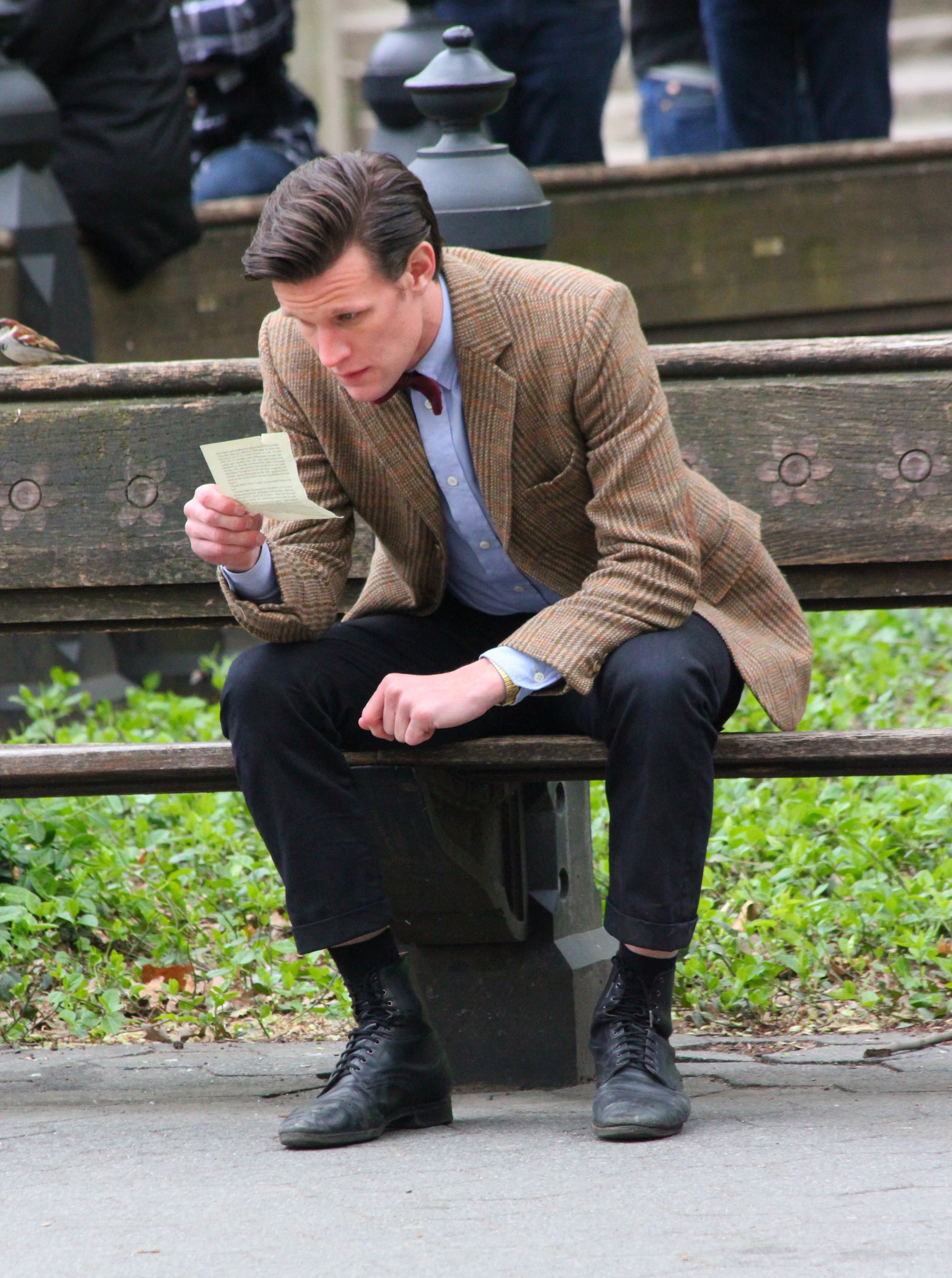
Matt Smith w odcinku Anioły na Manhattanie

Po szóstym sezonie wyprodukowano również specjalny odcinek świąteczny, którego producentami wykonawczymi odcinka byli Steven Moffat, Piers Wenger oraz nowo wybrana do tej roli Caroline Skinner, ponieważ Beth Willis opuściła BBC i zrezygnowała z roli producenta wykonawczego po zakończeniu szóstej serii.
Seria siódma, podobnie jak szósta, z powodu cięć budżetowych w BBC została podzielona na dwie części. Pierwsza część, składająca się na pięć pierwszych odcinków (od Planeta obłąkanych Daleków do Anioły na Manhattanie), została wyemitowana w sierpniu 2012 roku. Piers Wenger zrezygnował z pełnienia funkcji producenta wykonawczego po zakończeniu prac nad odcinkiem świątecznym w 2011, przez co Moffat oraz Skinner stali się jedynymi producentami wykonawczymi siódmej serii. Marcus Wilson pozostał producentem serialu, podobnie jak Denise Paul.
Karen Gillan oraz Arthur Darvill opuszczają serial w piątym odcinku. Gillan oraz Moffat wspólnie zdecydowali o czasie i okolicznościach, w jakich para rozstała się z Doktorem, a samo zakończenie wątku związanego z Amelią miało związek z wcześniejszymi zapowiedziami Gillan, że nie zamierza już nigdy wracać do uczestnictwa w serialu, gdy go opuści, by nie zepsuć emocjonalnego pożegnania. W postać ich następczyni, Clary Oswald, wciela się Jenna-Louise Coleman, która zostaje towarzyszką Doktora w pozostałych odcinkach. Obsadzenie roli Clary zostało ogłoszone 21 marca 2012 roku. Postać, wbrew poprzednim zapowiedziom, jakoby nowa towarzyszka Doktora miała pojawić się po raz pierwszy w odcinku świątecznym w 2012 roku, pojawia się już w odcinku Planeta obłąkanych Daleków jako Oswin Oswald. Fakt ten był trzymany w tajemnicy przed widzami aż do samej emisji odcinka.
Kolejny odcinek był odcinkiem świątecznym, pod tytułem Bałwany, którego jednak nie traktuje się jako części sezonu. Wyemitowano go tradycyjnie 25 grudnia 2012 roku. Zaprezentowano w nim kolejne drobne zmiany wprowadzone w serialu. Prezentowany jest nowy wystrój TARDIS, nowa wersja czołówki serialu oraz nowy strój Doktora. Moffat opisał strój Doktora jako zmianę związaną z wejściem w inny etap życia. W drugiej połowie serii starano się pokazywać różne wersje stroju Doktora, idąc za przykładem jego trzeciej i czwartej inkarnacji, które nie nosiły zawsze tych samych ubrań, jedynie utrzymywały dany styl. Jest to również pierwszy odcinek od 1989 roku, w którym w czołówce pokazana jest twarz Doktora.
Seria powróciła na ekrany dopiero 30 marca 2013 roku odcinkiem Dzwony świętego Jana, a zakończyła się 18 maja 2013 roku, odcinkiem Imię Doktora. Po raz pierwszy w historii serialu, sezon nie zawierał wieloczęściowych historii. Odcinek Karmazynowa groza jest setnym odcinkiem serialu, licząc od jego powrotu na ekrany w 2005 roku.
Kolejne odcinki serialu były związane z obchodami pięćdziesięciolecia istnienia serialu. Został przygotowany specjalny odcinek na 50-lecie serialu, który został wyemitowany w technologii 3D i miał swoją premierę jednocześnie w 94 krajach świata. Był on również wyświetlany w kinach m.in. w Wielkiej Brytanii, Niemczech, Rosji, Australii, Nowej Zelandii i w Stanach Zjednoczonych. Po zakończeniu 7 serii Caroline Skinner zrezygnowała ze stanowiska producenta wykonawczego. Jej miejsce w odcinku rocznicowym zajęła Faith Penhale. Później rolę producenta wykonawczego przejął Brian Minchin.
1 czerwca 2013 ogłoszono, że Matt Smith zamierza zrezygnować z roli. Ostatnim odcinkiem Matta Smitha w roli Doktora stał się odcinek świąteczny w 2013 roku, pod tytułem Czas Doktora, wyemitowany 25 grudnia 2013 roku.

### Dwunasty Doktor
4 sierpnia 2013 roku w specjalnym programie Doctor Who Live: The Next Doctor, emitowanym na BBC One, zakomunikowano, że w rolę dwunastego Doktora wcieli się 55-letni aktor Peter Capaldi. Moffat, producent wykonawczy serialu, przyznał, że ten aktor był jedynym kandydatem do tej roli. Sam aktor pojawił się wcześniej w serialu w 2008 roku, w odcinku Ogień z Pompejów w roli Caeciliusa, a także wcielił się również w rolę Johna Frobishera – jedną z drugoplanowych postaci w trzecim sezonie serialu Torchwood, spin-offie Doktora Who.

### Książki
- David J. Howe, Mark Stammers, Stephen James Walker: The Handbook: The First Doctor – The William Hartnell Years: 1963–1966. Londyn: Virgin Publishing, 1994. ISBN 978-0-426-20430-5. Brak numerów stron w książce
- David J. Howe, Stephen James Walker: The Handbook: The Seventh Doctor – The Sylvester McCoy Years: 1987–1996. Londyn: Virgin Publishing, 1998. ISBN 978-0-426-20527-2. Brak numerów stron w książce
- David J. Howe, Mark Stammers, Stephen James Walker: Doctor Who: The Sixties. Londyn: Virgin Publishing, 1993. ISBN 978-0-86369-707-4. Brak numerów stron w książce
- David J. Howe, Mark Stammers, Stephen James Walker: Doctor Who: The Eighties. Londyn: Virgin Publishing, 1996. ISBN 978-1-85227-680-5. Brak numerów stron w książce
- David J. Howe, Stephen James Walker: Doctor Who: The Television Companion. Londyn: BBC Books, 1998. ISBN 978-0-563-40588-7. Brak numerów stron w książce
- David J. Howe, Stephen James Walker: The Television Companion: The Unofficial and Unauthorised Guide to DOCTOR WHO. Surrey: UK: Telos Publishing, 2003. ISBN 978-1-903889-52-7. Brak numerów stron w książce
- Justin Richards: Doctor Who – The Legend. Londyn: BBC Books. ISBN 978-0-563-48602-2. Brak numerów stron w książce
- Philip Segal: Doctor Who: Regeneration. Londyn: HarperCollins, 2000. ISBN 0-00-710591-6. Brak numerów stron w książce

### Magazyny
- Clayton Hickman, Russell T Davies. Lucky Thirteen? Exclusive! All the latest Doctor Who series news from Russell T Davies. „Doctor Who Magazine”, s. 4, grudzień 2003. (ang.).
- Andrew Pixley. 1990–1996: Doctor Who’s Wilderness Years. „Doctor Who Magazine Special Edition: The Complete Eighth Doctor”, s. 10–31, wrzesień 2003.